# Звезда Клини
Звезда́ Кли́ни (или замыка́ние Кли́ни) в математической логике и информатике —
унарная операция над множеством строк либо символов. Замыкание Клини множества V обозначается V*. Широко применяется в регулярных выражениях.
Если V — множество строк
то V* — минимальное надмножество множества V, которое содержит ε (пустую строку) и замкнуто относительно конкатенации. Это также множество всех строк, полученных конкатенацией нуля или более строк из V.
Если V — множество символов
то V* — множество всех строк из символов из V с добавлением пустой строки.

## Определение

### Степень множества
{\displaystyle i}-я степень множества {\displaystyle V} — это конкатенация множества {\displaystyle V} с самим собой {\displaystyle i-1} раз.
Нулевая степень любого множества неизменна:
{\displaystyle V^{0}=\left\{\varepsilon \right\}}.
Остальные степени определяются рекурсивно:
{\displaystyle V^{i}=V^{i-1}V=\left\{wv\left|\,w\in V^{i-1}\land v\in V\right.\right\}}, где {\displaystyle i\in \mathbb {N} }.
Если {\displaystyle V} — множество символов
то {\displaystyle V^{i}} — множество строк длиной {\displaystyle i} символов, взятых из {\displaystyle V}.

### Звезда Клини
Замыкание Клини множества {\displaystyle V} есть
{\displaystyle V^{*}=\bigcup _{i=0}^{\infty }V^{i}}.
То есть это множество всех строк конечной длины́, порождённое элементами множества {\displaystyle V}.

### Плюс Клини
Есть операция, аналогичная звезде Клини, — плюс Клини:
{\displaystyle V^{+}=\bigcup _{i=1}^{\infty }V^{i}}.
Как видим, отличается тем, что пропущено {\displaystyle V^{0}}, содержащее пустую строку.

## Свойства
- Связь операций:
  1. {\displaystyle V^{+}=V^{*}V}
  2. {\displaystyle V^{+}=V^{*}\Leftrightarrow \varepsilon \in V}
- Идемпотентность:

{\displaystyle V^{*}={V^{*}}^{*}}.
- Замыкание Клини включает в себя порождающее множество:

{\displaystyle V\subseteq V^{*}}.
- Замыкание Клини всегда содержит пустую строку:

{\displaystyle \varepsilon \in V^{*}}.
- Счётность:

{\displaystyle \left|V^{*}\right|=\left|V^{+}\right|=\aleph _{0}\Leftarrow \varnothing \neq V\neq \{\varepsilon \}}.

## Примеры
Для множества строк
{"Go", "Russia"}* = {ε, "Go", "Russia", "GoGo", "GoRussia", "RussiaGo", "RussiaRussia", "GoGoGo", "GoGoRussia", "GoRussiaGo", …}.
Для множества символов
{'a', 'b', 'c'}* = {ε, "a", "b", "c", "aa", "ab", "ac", "ba", "bb", "bc", "ca", "cb", "cc", "aaa", …}.
Для множества из пустой строки
{\displaystyle \left\{\varepsilon \right\}^{*}=\left\{\varepsilon \right\}^{+}=\left\{\varepsilon \right\}}.
Для пустого множества
{\displaystyle \varnothing ^{*}=\left\{\varepsilon \right\}}.
{\displaystyle \varnothing ^{+}=\varnothing ^{*}\varnothing =\varnothing }.

## Обобщение
Стро́ки образуют моноид по конкатенации с нейтральным элементом {\displaystyle \varepsilon }.
Таким образом, определение звезды́ Клини можно распространить на любой моноид.